# King Priam

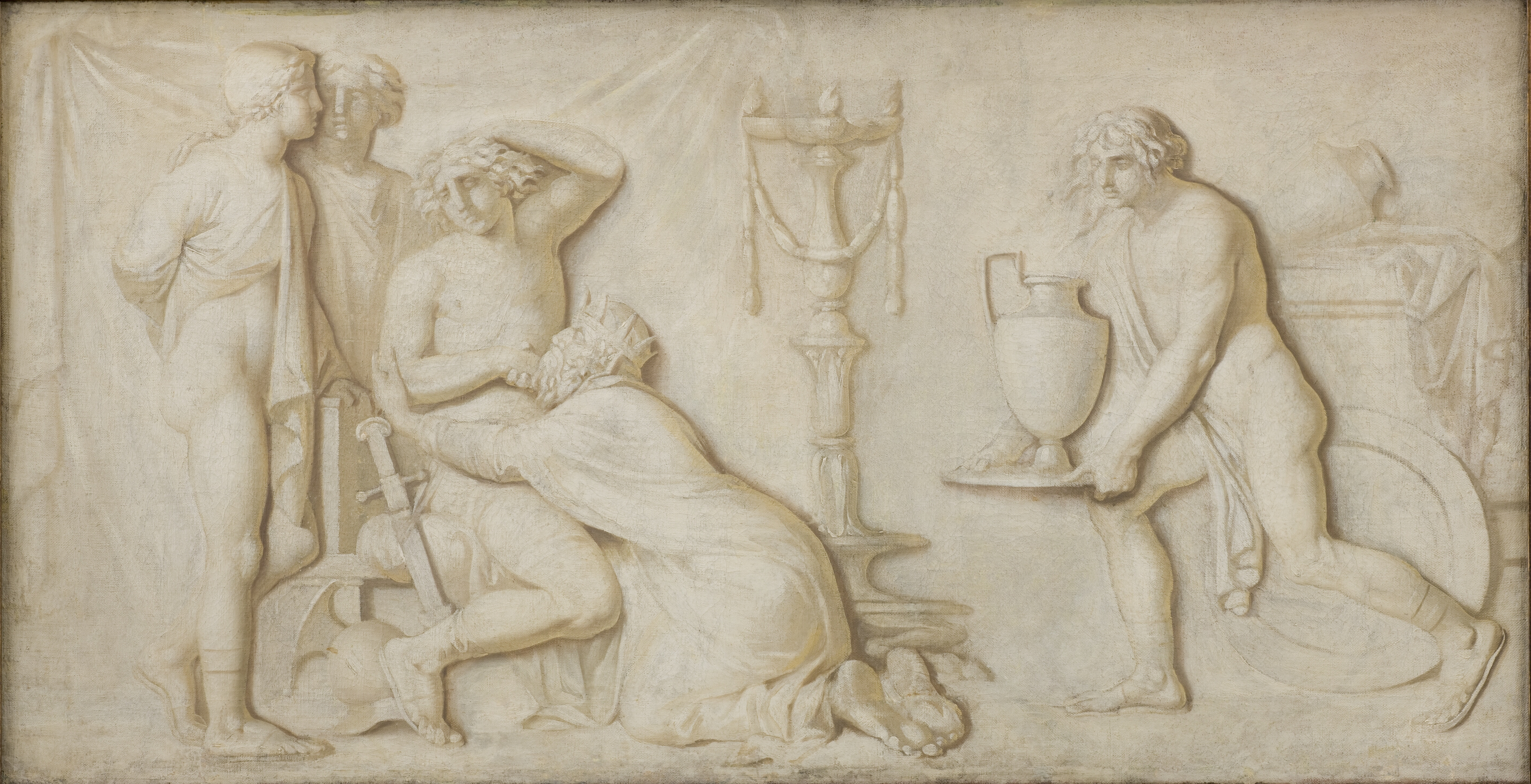
Le roi Priam suppliant Achille.

King Priam est un opéra en trois actes de Michael Tippett sur un livret du compositeur, d'après l'Illiade d'Homère. Composé entre 1958 et 1961, il est créé le 29 mai 1962 au Théâtre de Coventry sous la direction de John Pritchard.

## Distribution
| Rôle                                            | Voix               | Première, 29 mai 1962 (Chef d'orchestre : John Pritchard) |
| ----------------------------------------------- | ------------------ | --------------------------------------------------------- |
| Priam, Roi de Troie                             | baryton-basse      | Forbes Robinson                                           |
| Hécube, sa femme                                | soprano dramatique | Marie Collier                                             |
| Hector, le héros troyen                         | baryton            | Victor Godfrey                                            |
| Andromaque, femme d'Hector                      | mezzo-soprano      | Josephine Veasey                                          |
| Pâris, second fils de Priam                     | ténor              | John Dobson                                               |
| Pâris enfant                                    | soprano            | Philip Doghan                                             |
| Hélène de Troie,                                | mezzo-soprano      | Margreta Elkins                                           |
| Achille, le héros grec                          | ténor              | Richard Lewis                                             |
| Patrocle,                                       | baryton            | Joseph Ward                                               |
| Nurse                                           | mezzo-soprano      | Noreen Berry                                              |
| Vieillard                                       | basse              | David Kelly                                               |
| Jeune garde                                     | ténor              | Robert Bowman                                             |
| Hermès, messager des Dieux                      | ténor              | John Lanigan                                              |
| Chœur : chasseurs, invités aux noces, servantes |                    |                                                           |

## Analyse de l'œuvre

### Acte I
En Asie mineure, Priam, roi de la ville de Troie, influencé par le rêve funeste de sa femme Hécube, décide que son fils Pâris doit mourir. Mais l'enfant échappe à la mort, ce que son père découvre des années plus tard, pour son plus grand soulagement. Pâris, après une dispute avec son frère Hector, part vers la ville de Sparte, en Grèce, puis décide d'enlever l'épouse du roi de cette ville, Hélène, dont il est épris. Ensuite le dieu Hermès prépare le Jugement de Pâris, un concours de beauté entre trois déesses, dont le jeune homme sera l'arbitre.

### Acte II
La guerre de Troie a débuté.